# Radowit
Radowit – staropolskie imię męskie, złożone z członów Rado- ("rad") i -wit ("pan, władca"). Znaczenie imienia: "rad swemu władcy" albo "ten, któremu jest rad jego władca".
Radowit imieniny obchodzi 27 maja, 28 listopada i 29 grudnia.